# Vingt-cinquième amendement de la Constitution des États-Unis

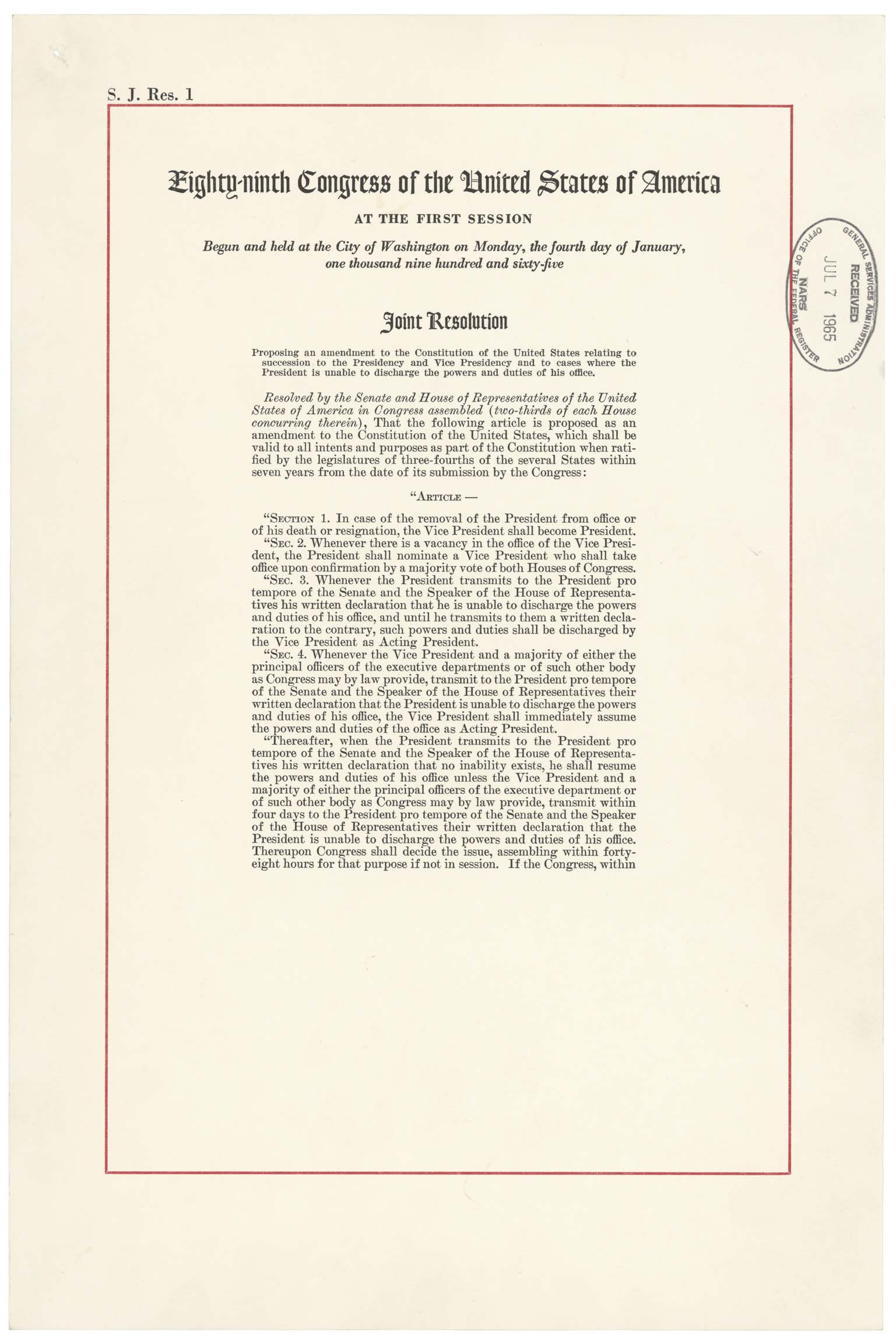
Page 1 du texte du XXVe amendement.

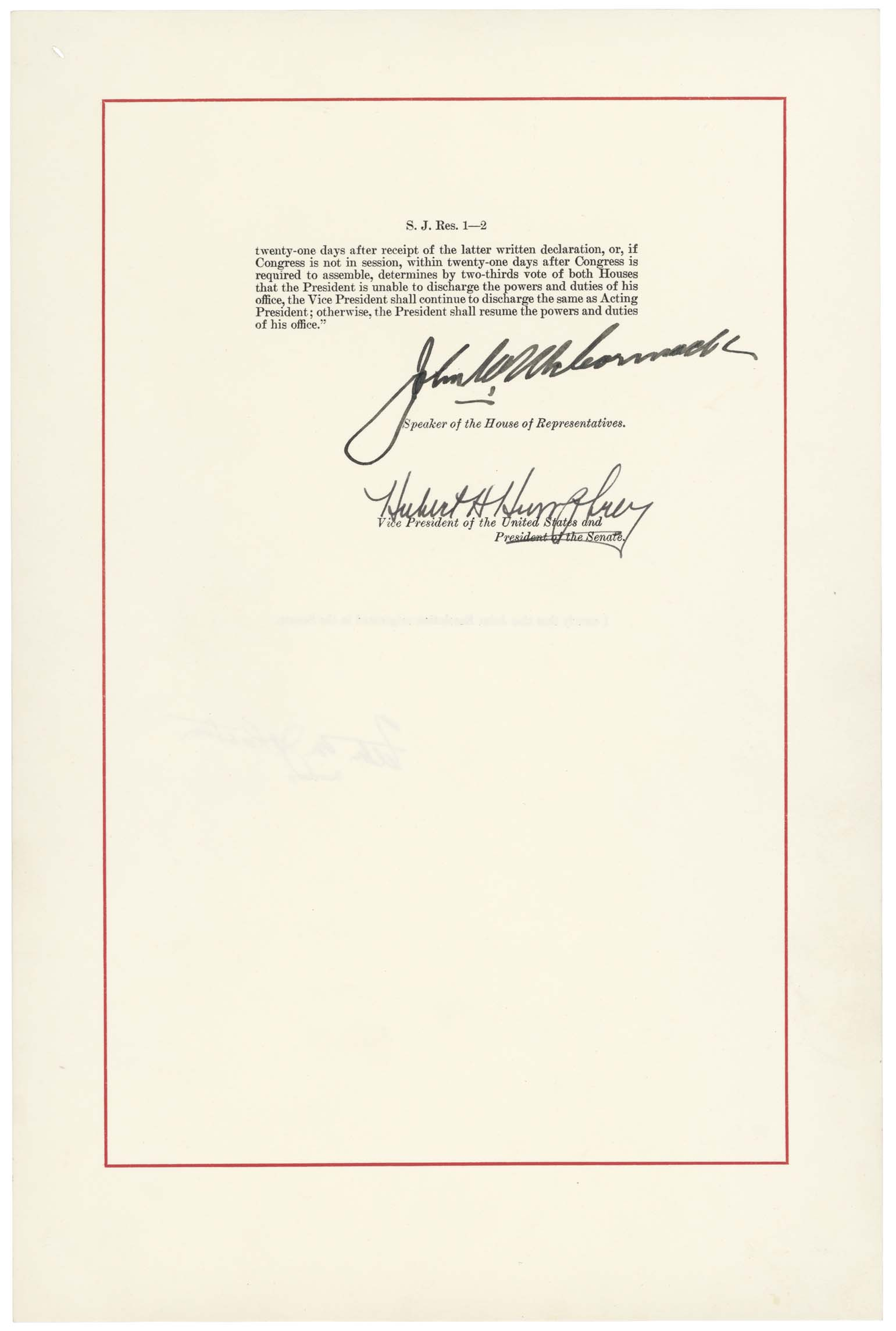
Page 2 du texte du XXVe amendement.

Le XXVe amendement de la Constitution des États-Unis établit les procédures pour combler une éventuelle vacance du poste de président par le vice-président ainsi que diverses questions annexes. Il remplace la formulation ambiguë de l'article II, section 1, article 6 de la Constitution, qui n'énonce pas expressément que le vice-président devient le président, si le président en exercice meurt, démissionne, est démis de ses fonctions ou est incapable d'exercer ses pouvoirs. Il est adopté le 23 février 1967.

## Texte
Le texte du vingt-cinquième amendement est le suivant :
« Section 1. In case of the removal of the President from office or of his death or resignation, the Vice President shall become President.

Section 2. Whenever there is a vacancy in the office of the Vice President, the President shall nominate a Vice President who shall take office upon confirmation by a majority vote of both Houses of Congress.

Section 3. Whenever the President transmits to the President pro tempore of the Senate and the Speaker of the House of Representatives his written declaration that he is unable to discharge the powers and duties of his office, and until he transmits to them a written declaration to the contrary, such powers and duties shall be discharged by the Vice President as Acting President.

Section 4. Whenever the Vice President and a majority of either the principal officers of the executive departments or of such other body as Congress may by law provide, transmit to the President pro tempore of the Senate and the Speaker of the House of Representatives their written declaration that the President is unable to discharge the powers and duties of his office, the Vice President shall immediately assume the powers and duties of the office as Acting President. Thereafter, when the President transmits to the President pro tempore of the Senate and the Speaker of the House of Representatives his written declaration that no inability exists, he shall resume the powers and duties of his office unless the Vice President and a majority of either the principal officers of the executive department or of such other body as Congress may by law provide, transmit within four days to the President pro tempore of the Senate and the Speaker of the House of Representatives their written declaration that the President is unable to discharge the powers and duties of his office. Thereupon Congress shall decide the issue, assembling within forty-eight hours for that purpose if not in session. If the Congress, within twenty-one days after receipt of the latter written declaration, or, if Congress is not in session, within twenty-one days after Congress is required to assemble, determines by two-thirds vote of both Houses that the President is unable to discharge the powers and duties of his office, the Vice President shall continue to discharge the same as Acting President; otherwise, the President shall resume the powers and duties of his office. »
« Article 1. En cas de destitution, décès ou démission du président, le vice-président deviendra président.

Article 2. En cas de vacance du poste de vice-président, le président désignera un vice-président qui entrera en fonction dès que sa nomination aura été approuvée par un vote majoritaire des deux Chambres du Congrès.

Article 3. Si le président fait parvenir au président pro tempore du Sénat et au président de la Chambre des représentants une déclaration écrite leur faisant connaître son incapacité d'exercer les pouvoirs et de remplir les devoirs de sa charge, et jusqu'au moment où il les avisera par écrit du contraire, ces pouvoirs seront exercés et ces devoirs seront remplis par le vice-président en qualité de président par intérim.

Article 4. Si le vice-président, ainsi qu'une majorité des principaux fonctionnaires des départements exécutifs ou de tel autre organisme désigné par une loi promulguée par le Congrès, font parvenir au président pro tempore du Sénat et au président de la Chambre des représentants une déclaration écrite les avisant que le président est dans l'incapacité d'exercer les pouvoirs et de remplir les devoirs de sa charge, le vice-président assumera immédiatement ces fonctions en qualité de président par intérim. Par la suite, si le président fait parvenir au président pro tempore du Sénat et au président de la Chambre des représentants une déclaration écrite les informant qu'aucune incapacité n'existe, il reprendra ses fonctions, à moins que le vice-président et une majorité des principaux fonctionnaires des départements exécutifs ou de tel autre organisme désigné par une loi promulguée par le Congrès ne fassent parvenir dans les quatre jours au président pro tempore du Sénat et au président de la Chambre des représentants une déclaration écrite affirmant que le président est incapable d'exercer les pouvoirs et de remplir les devoirs de sa charge. Le Congrès devra alors prendre une décision ; s'il ne siège pas, il se réunira dans ce but dans un délai de 48 heures. Si, dans les 21 jours qui suivront la réception par le Congrès de cette dernière déclaration écrite, ou dans les 21 jours qui suivront la date de la réunion du Congrès, si le Congrès n'est pas en session, ce dernier décide par un vote des deux tiers des deux Chambres que le président est incapable d'exercer les pouvoirs et de remplir les devoirs de sa charge, le vice-président continuera à exercer ces fonctions en qualité de président par intérim ; dans le cas contraire, le président reprendra l'exercice desdites fonctions. »

## Histoire
La ratification du XXVe amendement en 1967 est l'aboutissement de longues discussions pour éviter que ne se reproduisent certains problèmes :
- 1841, au décès du président William Henry Harrison, le vice-président John Tyler est appelé à lui succéder en vertu de la Constitution, mais l'absence de précédent historique pose un problème d'interprétation : les adversaires de Tyler considèrent qu'il aurait dû succéder à Harrison en conservant son titre de vice-président et sans adopter le titre de président ;
- 1881, à la suite d'une tentative d'assassinat, le président James Garfield agonise pendant trois mois avant de mourir, laissant l'exécutif paralysé durant ce temps ;
- 1901, le président William McKinley agonise pendant huit jours à la suite d'une tentative d'assassinat ;
- 1919-1921, à la suite d'un infarctus, le président Wilson est incapable de diriger le pays et, selon certaines rumeurs, c'est sa femme Edith Bolling Galt Wilson qui prend en charge la direction du pays. À la fin de la Première Guerre mondiale, ce dernier est affaibli par une attaque cérébrale. Edith Wilson met en place le « gouvernement de chevet » : elle intercepte donc tous les dossiers à traiter, priorise les décisions et les fait consulter par son époux lors de ses courtes périodes de lucidité[1] ;
- 1955-1961, le président Dwight David Eisenhower est fréquemment handicapé par des attaques cardiaques et d'autres problèmes de santé. Le vice-président Richard Nixon assume alors certaines des prérogatives du Président sans jamais obtenir le contrôle complet de l'exécutif.

Afin de ne plus reproduire ces schémas, jugés dangereux pour la sécurité du pays, il apparaît que réviser le texte est nécessaire. Les problèmes de santé d'Eisenhower, la guerre froide mais surtout l'assassinat du président Kennedy en 1963 ont poussé à approfondir les travaux. L'amendement est adopté par le Congrès en juillet 1965. Le XXVe amendement est ratifié le 23 février 1967 après son adoption par 38 États.

## Succession à la présidence
Le XXVe amendement autorise le Président à se déclarer incapable en transmettant une déclaration écrite aux présidents du Sénat et de la Chambre des représentants, le vice-président devient alors Président par intérim et ce jusqu'au moment où le Président les avisera par écrit du contraire. Cet alinéa de l'amendement a été utilisé à quatre reprises :
- 13 juillet 1985, le président Reagan est opéré afin d'enlever des polypes cancéreux de son colon et transmet au préalable le pouvoir à son vice-président George H. W. Bush (père). L'intérim dura 8 heures ;
- 29 juin 2002 et 21 juillet 2007, le président George W. Bush subit à deux reprises une coloscopie et transfère les pouvoirs exécutifs pendant respectivement 2 heures et plusieurs heures à Richard B. Cheney, son vice-président.
- 19 novembre 2021, le président Joe Biden subit une coloscopie « de routine », et transfère tous ses pouvoirs exécutifs à sa vice-présidente Kamala Harris, qui devient donc pendant 1 h 25 la première femme de l'histoire à exercer les fonctions de chef de l'état aux États-Unis.

Cet amendement permet aussi au vice-président, avec la majorité du Cabinet, de déclarer le Président incapable d'exercer ses fonctions et devenir Président par intérim. Les législateurs se sont inspirés d'Ouragan sur le Caine. Jusqu'à présent, aucun président n'a jamais été jugé incapable de remplir sa tâche par son vice-président et son cabinet. Cependant, les constitutionnalistes considèrent qu'à la suite de la tentative d'assassinat contre lui le 30 mars 1981, le président Reagan n'était plus en état de gouverner dans les jours qui ont suivi. Le vice-président Bush choisit pourtant de laisser la tête de l'État vacante, et ne mit pas en œuvre la procédure visant à faire déclarer le président incapable d'assumer temporairement ses fonctions.